# Beljajev Babočka
Belyayev Babochka je bilo enomotorno propelersko raziskovalno letalo s tandem sedeži, ki so ga zasnovali v Sovjetski zvezi pred 2. svetovno vojno.

## Tehnične specifikacije
- Posadka: 2
- Dolžina: 6,84 m (22 ft 5-1/4 in)
- Razpon kril: 10,8 m (35 ft 5-1/4 in)
- Višina: 3,65 m (11 ft 11-3/4 in)
- Prazna teža: 680 kg (1499 lb)
- Gros teža: 1928 kg (4250 lb)
- Motor: 1 × MV-6, 201 kW (270 KM)
- Maks. hitrost: 510 km/h (317 mph)